# Острво мртвих
Острво мртвих је слика швајцарског сликара Арнолда Беклина.
Беклин је урадио више верзија исте слике, у којој је представљен веслач и човек у белом на малом чамцу, како прилазе каменитом острву. Претпоставља се да је на чамцу ковчег, а бела фигура човека Харон, лађар у Хаду; који је преузимао преминуле на обали реке Ахерон и преко Стиге и Кокита доводио их пред врата Хада.
Беклин никада није објаснио значење свог сликарства, а назив слике није због њега, већ је колекционар Фриц Гурлит крстио 1883. године.

## Остале верзије
|                |           |      |
| 1880, мај      | 1880, јун | 1883 |
|                |           |      |
| 1884 81×151 см | 1886      |      |